# Tony Lema
Anthony David Lema was een Amerikaanse golfer. Twee jaar nadat hij het Brits Open won, verongelukte hij met zijn vrouw toen hun gehuurde vliegtuigje geen brandstof meer had en in een waterhasard bij de 17de green van de Lincolnshire Country Club in Illinois neerstorte.

## Jeugd
Tony Lema verloor zijn vader toen hij pas drie jaar was, waarna zijn moeder van een bijstandsuitkering leefde. Er waren nog drie kinderen in het gezin. Toen hij 17 jaar was, ging hij bij de Marine, die hem naar Korea stuurde.

## Golfcarrière
In 1955 werd hij assistent-pro op de San Francisco Golf Club. Hij vond een sponsor: Eddie Lowery uit Portland (Oregon). Lowery zou hem $.200 per week geven. Dit moest terugbetaald worden, plus dat Lema een derde van zijn prijzengeld aan Lowery moest afstaan.
Zijn eerste overwinning op de PGA Tour was onverwacht. Hij had al drie drankjes op toen iemand hem kwam vertellen dat hij in de play-off zat met Paul Harney. Hij versloeg Harney op de tweede extra hole. Daarna gingen de resultaten bergafwaarts en in 1962 was zijn schuld aan Lowery opgelopen tot £.11.000. In oktober speelde hij de Orange County Open Invitational. Hij had gezegd dat hij de pers op champagne zou trakteren als hij dat toernooi won. Vanaf die zondag werd hij Champagne Tony genoemd. Het bleek een ommekeer in zijn leven. In totaal won hij 12 toernooien en eindigde hij  elf keer als runner-up. In 1963 en 1965 speelde hij de Ryder Cup.
Lema had op de PGA Tour al acht toernooien gewonnen toen hij in 1964 het Brits Open speelde op de Old Course van St Andrews. Hij had de caddie van Arnold Palmer geleend en daarmee slechts een oefenronde van negen holes gespeeld. Tip Anderson, die week zijn caddie, was de zoon van Jamie Anderson, hij was op St Andrews opgegroeid en kende de baan dus goed. Het was de achtste keer dat Lema een Major speelde en de enige keer dat hij het won. Zijn totale score was 279, slechts één slag verwijderd van het record op St Andrews. Jack Nicklaus eindigde met een ronde van 66 (gelijk aan het baanrecord) en eindigde op de tweede plaats.

### Gewonnen
PGA Tour
| Nr | Jaar        | Toernooi                         | Score           | Score | Runner(s)-up                        |
| -- | ----------- | -------------------------------- | --------------- | ----- | ----------------------------------- |
| 1  | 30-09-1962  | Sahara Invitational              | 69-67-66-68=270 | -14   | Don January                         |
| 2  | 18-10-1962  | Orange County Open Invitational  | 68-66-64-69=267 | -17   | play-off gewonnen van Bob Rosburg   |
| 3  | 18-11-1962  | Mobile Sertoma Open Invitational | 67-68-68-70=273 | -15   | Doug Sanders                        |
| 4  | 27-05- 1963 | Memphis Open Invitational        | 67-67-68-68=270 | -10   | Play-off gewonnen van Tommy Aaron   |
| 5  | 19-01-1964  | Bing Crosby National Pro-Am      | 70-68-70-76=284 | -4    | Gay Brewer, Bo Wininger             |
| 6  | 07-06-1964  | Thunderbird Classic              | 68-67-70-71=276 | -12   | Mike Souchak                        |
| 7  | 14-06-1964  | Buick Open Invitational          | 69-66-72-70=277 | -11   | Dow Finsterwald                     |
| 8  | 28-06-1964  | Cleveland Open                   | 65-70-70-65=270 | -14   | Play-off gewonnen van Arnold Palmer |
| 9  | 10-07-1964  | The Open Championship            | 73-68-68-70=279 | -9    | Jack Nicklaus                       |
| 10 | 06-06-1965  | Buick Open Invitational          | 71-70-69-70=280 | -8    | Johnny Pott                         |
| 11 | 23-08-1965  | Carling World Open               | 71-71-67-70=279 | -5    | Arnold Palmer                       |
| 12 | 29-05-1966  | Oklahoma City Open Invitational  | 69-68-69-65=271 | -17   | Tom Weiskopf                        |

Elders
- 1957: Imperial Valley Open
- 1958: Idaho Open
- 1961: Hesperia Invitational Open, Mexican Open
- 1962: Mexican Open, Northern California Open, Northern California PGA Championship
- 1963: Northern California PGA Championship
- 1964: World Series of Golf, Northern California PGA Championship

### Teams
- Ryder Cup: 1963 (winnaars), 1965 (winnaars)
- Canada Cup: 1965